# Sebastián Boesmi
Sebastián Boesmi (Salta, Argentina, 22 de diciembre de 1980) es un pintor y artista plástico que vive y trabaja en Madrid, España.

## Sobre Sebastián Boesmi
Sebastián Boesmi nació en la ciudad de Salta Argentina, el 22 de diciembre de 1980 y migró a Asunción, Paraguay con su familia en 1985 iniciando sus estudios primarios y secundarios en Asunción, Paraguay, En el año 2000 ingreso a la Facultad de Arquitectura, de la Universidad Católica Nuestra Señora de la Asunción, carrera que en 2003 cambia por la de Artes Visuales en el Instituto Superior de Arte (ISA) de la Universidad Nacional de Asunción (UNA). Indagando en nuevas formas de expresión se apunta a un curso de pintura y diseño en la Liga de estudiantes de arte de Nueva York, de Estados Unidos.
En 2009 obtuvo el Premio Henri Matisse de incentivo a artistas emergentes de Paraguay, y viaja auspiciado por la Embajada Francesa a París en 2010, donde realiza una residencia en la Citê Internacional des Arts. A partir de esa experiencia decide continuar residiendo en Europa, donde continúa su formación artística aunque no en el ámbito académico, sino viajando por diferentes capitales europeas habiendo producido sistemáticamente durante 6 años en Barcelona realizando exposiciones y colaboraciones con otros artistas. En 2012 obtuvo la beca Marma de Alemania, entre otros reconocimientos y 12 exposiciones individuales en galerías y museos de Paraguay Europa, como el Instituto de Arte Moderno de Valencia (IVAM), la Galería Herbert de París, la Galería Fábrica de Asunción, la Galería Casa Mayor de Asunción y la galería Espai.B de Barcelona, entre otras.
Según Boesmi: . “Cuando hablas con alguien, muchas veces no te acuerdas de todo lo que te dijo, no te acuerdas de todas las palabras, más bien te acuerdas de cómo esa persona te hizo sentir. Pasa lo mismo con la imagen, cuando sin importar sobre qué o con qué esté hecha nos hace sentir algo. Cuando hay un respiro de verdad en ella, cuando hay algo único, esencial y bello, es cuando la recordamos; como pasa con la gente, los jardines, los perros, los objetos cotidianos, con todo lo que nos complementa y con toda la gama de objetos con los que elegimos convivir."

## Estudios
- 2019-20

[[]]
```
Master en Investigación en Arte Contemporáneo y Creación. Universidad Complutense. Madrid, España.
```

- 2016 Seminario para el emprendimiento cultural en Alemania. Instituto Cervantes, Berlín, Alemania
- 2008 Licenciatura en Artes Visuales. Instituto Superior de Arte de la Universidad Nacional de Asunción.
- 2007 Pintura y Dibujo. Liga de estudiantes de arte de Nueva York. Nueva York, EUA.
- 2006 Arte digital. Escuela de Arte Multimedia Da Vinci. Buenos Aires, Argentina.
- 2004-2008 Xylografía y Grabado sobre metal . Centro de Estudios Brasileños. Asunción, Paraguay
- 2003 Diplomado en Cultura Paraguaya. Universidad Americana. Asunción, Paraguay
- 1999-2001 Arquitectura en la Universidad Católica de Asunción. Asunción, Paraguay

## Exposiciones

### Exposiciones individuales
- Septiembre de 2018: “Life After” Fabrica Galería de Arte, Asunción, Paraguay.
- Octubre de 2016: ¨ Megawatts¨ Casa Mayor Galería de Arte. Asunción, Paraguay
- Diciembre de 2016: ¨Filogenia¨  Fundación Migliorisi. Museo del Barro. Asunción, Paraguay
- Diciembre de 2016: ¨Mes is More¨  Fábrica Galería de Arte. Asunción, Paraguay
- Febrero de 2015: ¨Welcome to you¨ Centro Cultural Citibank. Asunción, Paraguay
- Julio de 2014: ¨A big load¨. Fábrica Galería de Arte. Asunción, Paraguay
- Mayo de 2014: ¨A big load¨. Espai.B Galería de Arte Contemporáneo.  Barcelona, España
- Junio de 2012:¨Como un cordero degollado¨. Casa Mayor Galería de Arte. Asunción, Paraguay
- Abril de 2012: ¨97 kg.¨. Espai.B Galería de Arte Contemporáneo. Barcelona, España
- Mayo de 2010: "SUD/SUR". Galerie Hebert. París, Francia.
- Enero de 2010: "Sin Estaciones". Sala Borges del Centro Cultural Borges. Buenos Aires, Argentina.
- Octubre de 2009: "Pinturas Recientes". Galerie Larissa Giménez. Asunción, Paraguay
- Septiembre de 2009: "Avatares de la forma". Galería Casa Mayor. Asunción, Paraguay
- Septiembre de 2008: "Pinturas Recientes". Verónica Torres Colección de Arte, Asunción, Paraguay.
- Agosto de 2008: "El Contenido de la Línea". Galerie Larissa Giménez. Asunción, Paraguay
- Septiembre de 2007: "Campo Protelco". Galería Casa Mayor. Asunción, Paraguay.

### Exposiciones colectivas
- Selección Bancaja. I.V.A.M. Instituto Valenciano de Arte Moderno, Valencia, España 2011
- Exposición de la Colección de Verónica Torres y Graciela Mayor "Cincuenta Artistas del Paraguay" (Casa Mayor, Galería de Arte).
- Exposición de las Obras Premiadas en la Décima Edición del Premio Henri Matisse. Embajada de Francia en Paraguay, Alianza Francesa y Gente de Arte. Obteniendo el 1° puesto con la obra "El Arte de Regalar" [2]

## Premios
- XXXVII Premio Bancaja de Pintura, Escultura y Arte Digital. I.V.A.M. Instituto Valenciano de Arte Moderno, Valencia, España 2011, Seleccionado para exponer en el I.V.A.M.
- 2008 - Primer Premio. Premio Henri Matisse. Embajada de Francia en Paraguay y Alianza Francesa.
- 2008 - Seleccionado "Artista del Año" por la Agencia Publicitaria Nasta.
- 2007 . Primera Mención. Premio Henri Matisse.
- 2006 - Segundo Premio. Concurso de Pintura del Centro Cultural Paraguayo-Americano.
- 2006 - Segundo Premio. Concurso de Pintura Veuve Clicquot Ponsardin.
- 2004 - Segundo Premio. Arte Joven Baviera.